# 索別斯拉夫
索別斯拉夫是捷克的城鎮，位於該國西南部盧日尼采河，距離盧日尼采河畔韋塞利7公里，由南波希米亞州負責管轄，面積20平方公里，海拔高度405米，2005年人口7,286。

## 外部連結
- Municipal website （页面存档备份，存于）
- Soběslav at www.jiznicechy.org （页面存档备份，存于）
- Independent information server for a city citizens （页面存档备份，存于）